# 田汉权
田汉权，北宋晃州溪峒少数民族首领，晃州（今湖南新晃侗族自治县西南）人。
宋太宗淳化二年（991年），砂井步族人粟忠所获古晃州印一钮，他进献给朝廷，宋朝任命他为授晃州刺史。淳化三年（992年），田汉权与锦州刺史田保全遣使入贡。淳化五年（994年），与奖州、叙州、懿州、元州、锦州、费州、福州等当地羁縻州入朝献贡。